# Полювання Ганта
«Полювання Ганта» — пригодницький фільм Річарда Шепарда, головні ролі в якому виконали Річард Гір, Терренс Говард, Джессі Айзенберг. Світова прем'єра стрічки відбулась на Венеційському кінофестивалі 3 вересня 2007 року.

## Сюжет
Репортер Саймон Гант і оператор Дак висвітлювали воєнні події Іраку, Сомалі, Боснії та Герцеговини. Їхня спільна робота неодноразово приносила напарникам престижні нагороди. Та витівка Ганта усе змінила. Його звільняють і він зникає, в той час як Дак стрімко піднімається кар'єрними сходами. 
Дак з командою приїздить у Сараєво. Несподівано з'являється Саймон, який обіцяє сенсаційний репортаж з воєнним злочинцем Фоксом. Дак і молодий журналіст Бенджамін Штраус погоджуються, втрьох вони вирушають в Республіку Сербську на пошуки Богдановича.
Троє потрапляють до рук охоронця Фокса, який готується вже стратити їх. В останню хвилину їх рятують співробітники ЦРУ, але Богдановича не заарештовують. Журналістів намагаються відправити в США, але вони тікають, щоб довести план до кінця. Дочекавшись слушної нагоди Гант, Дак і Штраус схоплюють злочинця. Вцілілі родичі жертв його лінчують.

## У ролях
| Актор            | Роль                        |
| ---------------- | --------------------------- |
| Річард Гір       | Саймон Гант                 |
| Терренс Говард   | Дак                         |
| Джессі Айзенберг | Бенджамін Штраус            |
| Джеймс Бролін    | Франклін Гарріс             |
| Любомир Керекеш  | Драгослав «Фокс» Богданович |
| Крістіна Крепела | Марда                       |
| Діане Крюгер     | Мар'яна                     |
| Марк Іванір      | Борис                       |
| Ділан Бейкер     | агент ЦРУ                   |

## Створення фільму

### Виробництво
Зйомки фільму проходили в Хорватії, Боснії та Герцеговині й тривали 42 дні.

### Знімальна група
- Кінорежисер — Річард Шепард
- Сценарист — Річард Шепард
- Кінопродюсери — Білл Блок, Марк Джонсон, Скотт Крупф
- Композитор — Ролф Кент
- Кінооператор — Девід Таттерселл
- Кіномонтаж — Керол Кравец
- Художник-постановник — Ян Рулфс
- Артдиректор — Маріо Івежич
- Художники по костюмах — Беатрікс Аруна Пастор
- Підбір акторів — Стефані Корсаліні, Джойс Неттлс[4].

## Сприйняття
Фільм отримав задовільні відгуки.На сайті Rotten Tomatoes оцінка фільму становить 53 % на основі 90 відгуків від критиків (середня оцінка 6,0/10) і 67 % від глядачів із середньою оцінкою 3,4/5 (39 923 голосів). Фільму зарахований «стиглий помідор» від кінокритиків та «попкорн» від глядачів, Internet Movie Database — 6,9/10 (22 848 голосів), Metacritic — 54/100 (22 відгуків критиків) і 6,7/10 від глядачів (19 голосів).